# Babenberger

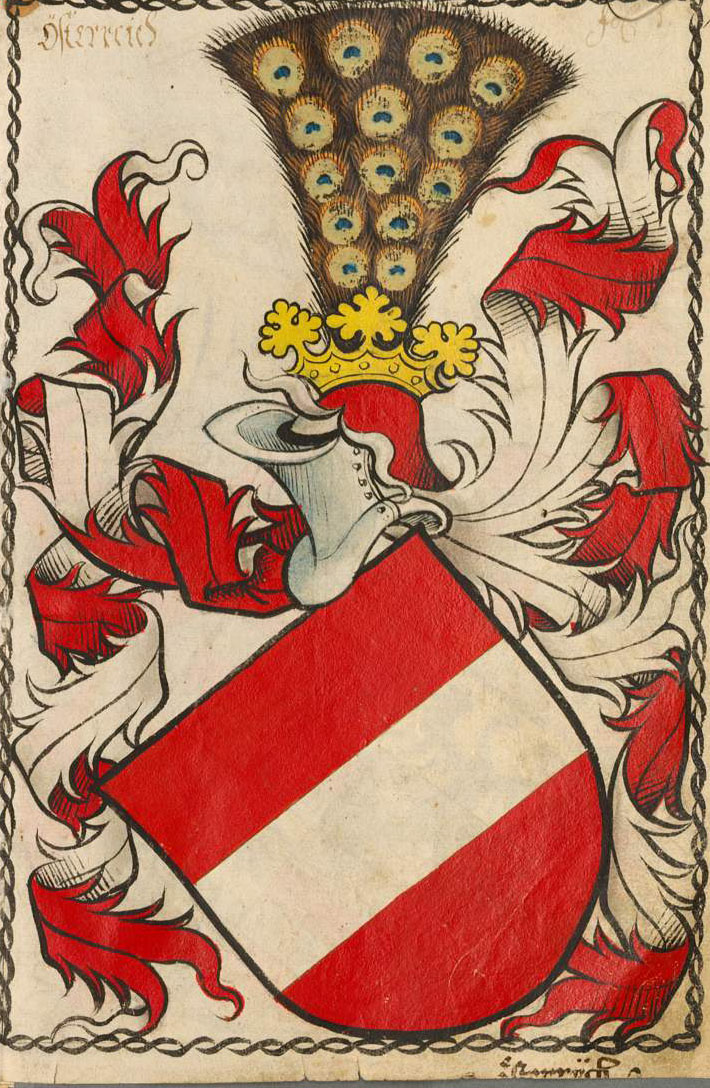
Wappen der österreichischen Babenberger (Bindenschild), das ursprünglich auf die Eppensteiner zurückgeht, (Scheiblersches Wappenbuch, älterer Teil, um 1450–1480)

Die Babenberger waren ein österreichisches Markgrafen- und Herzogsgeschlecht fränkisch-bairischer Herkunft. Der Name bezieht sich auf Bamberg im heutigen Oberfranken, aber wohl nicht auf die älteren Babenberger (Popponen), die eher mit den Luitpoldingern verwandt sind. Sie herrschten von 976 bis zu ihrem Aussterben 1246 vor dem Haus Habsburg als Markgrafen und Herzöge in Österreich.

## Abstammung und Beinamen

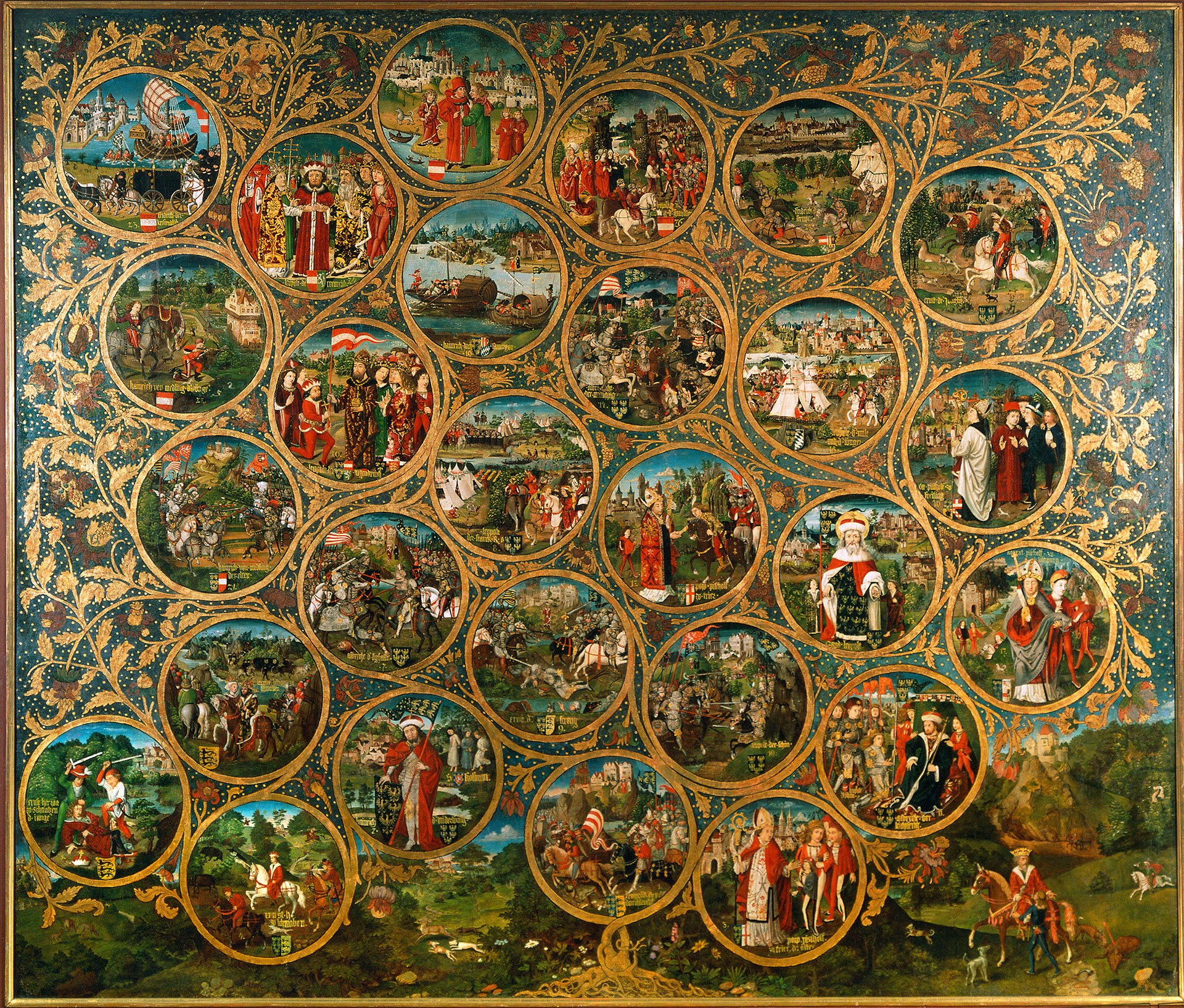
Babenberger-Stammbaum, entstanden 1489–1492, heute im Stift Klosterneuburg

Der Zusammenhang der österreichischen mit den fränkischen Babenbergern, auch ältere Babenberger genannt, wurde seit dem Mittelalter immer wieder behauptet. Von der Wissenschaft wird die direkte Herleitung von den fränkischen Babenbergern heute nicht weiter verfolgt. Da die österreichischen Babenberger aus dem baierischen Hochadel stammen, ist eine Verwandtschaft naheliegend und wird über mütterliche Vorfahren vermutet. Die Abstammung von den Luitpoldingern wird durch verschiedene Theorien und Indizien heute als wahrscheinlich angenommen. Der erste Babenberger Luitpold war wahrscheinlich ein Sohn oder Enkel des bayerischen Herzogs Arnulf des Bösen. Er war zudem Bruder oder Neffe des Schweinfurter Grafen Berthold.
Weder hat sich das Geschlecht zu Lebzeiten selbst als „Babenberger“ bezeichnet, noch hatten die Mitglieder ihre heute gängigen Beinamen. Die Beinamen der Babenberger wurden erstmals von Ladislaus Sunthaym systematisch verwendet, der sie in seiner Genealogie der Babenberger gegen Ende des 15. Jahrhunderts zugeordnet hat.

## Die Babenberger als Herrscher

### Markgrafen

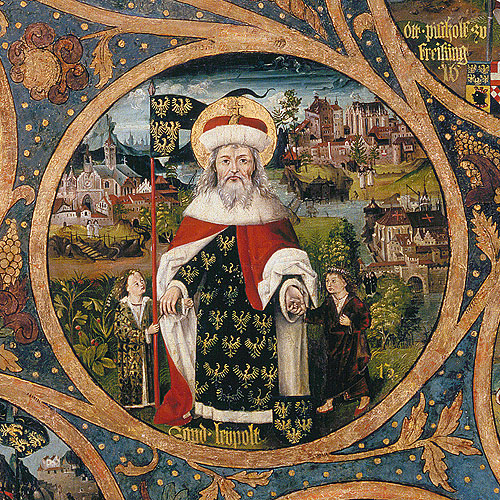
Markgraf Leopold III. der Heilige, Landespatron von Niederösterreich (Ausschnitt aus dem Babenberger-Stammbaum, um 1490)

976 wurde Luitpold erstmals als Graf der wiedererrichteten Marcha orientalis (Ostmark/Ostarrîchi) genannt, eines Gebiets von nicht mehr als 100 Kilometern Länge an der Ostgrenze Baierns, das sich zum Herzogtum Österreich entwickelte. Luitpold stand treu zu Kaiser Otto II. Er wurde nach der Niederwerfung des bairischen Aufstandes 976 als Markgraf eingesetzt. Er dehnte seinen Herrschaftsbereich auf Kosten der Ungarn nach Osten bis zum Wagram aus. Nördlich der Donau beherrschte er nur einen schmalen Landstreifen, während südlich Rodungen bis weit ins Voralpenland vorgenommen wurden.
994 ging das Markgrafenamt auf seinen Sohn Heinrich I. über. Auf Heinrich, der die Politik seines Vaters fortführte, folgte 1018 sein Bruder Adalbert, dessen bemerkenswerte Treue zu den Kaisern Heinrich II. und Heinrich III. durch viele Gunstbezeugungen belohnt wurde, und 1055 sein Neffe Ernst. Unter Adalbert wurden Leitha, March und Thaya Grenzflüsse; sie waren es viele Jahrhunderte oder sind es heute noch.
Der nachfolgende Markgraf Leopold II. schwankte im Investiturstreit, stellte sich aber letztlich unter dem Einfluss des Bischofs Altmann von Passau auf die Seite des Papstes Gregor VII., Heinrich IV. war es allerdings trotz Leopolds Niederlage bei Mailberg 1082 nicht möglich, ihn aus der Mark zu vertreiben oder die Nachfolge durch seinen Sohn Leopold III. im Jahre 1096 zu verhindern. Im Streit zwischen Kaiser Heinrich IV. und dessen Sohn Heinrich V. stellte Leopold III. sich auf die Seite des Sohnes, wurde aber auf die Seite des Kaisers gezogen und heiratete 1106 dessen Tochter Agnes, Witwe des Herzogs Friedrich I. von Schwaben. In der Folgezeit bemühte er sich darum, seinen Landbesitz zu vermehren und abzurunden: Er zog verfallene Lehen ein, kaufte und erbte. In Klosterneuburg baute er eine Residenz. 1125 lehnte er die Königskrone ab. Sein Eifer bei Klostergründungen (vor allem in Klosterneuburg) brachte ihm den Beinamen der Fromme und 1485 die Heiligsprechung durch Papst Innozenz VIII. ein. Er gilt als Landespatron von Wien, Niederösterreich und Oberösterreich.

### Herzöge

Lehensfahne (Wappenbanner) der österreichischen Babenberger seit 1192, die ursprünglich auf die Eppensteiner zurückgeht und zur Flagge (und Wappen) Österreichs wurde

Der fünfte von Leopolds Söhnen war Otto, Bischof von Freising. Sein ältester Sohn, Leopold IV., wurde 1136 Markgraf und erhielt 1139 von König Konrad III. das Herzogtum Baiern, das Heinrich dem Stolzen aus dem Geschlecht der Welfen entzogen worden war.
Leopolds Bruder Heinrich Jasomirgott wurde 1140 Pfalzgraf bei Rhein und nach Leopolds Tod 1141 Markgraf von Österreich. Nach seiner Heirat mit Gertrude, der Witwe Heinrichs des Stolzen, wurde er 1143 mit dem Herzogtum Bayern belehnt und trat von seinem Amt als Pfalzgraf zurück. 1147 nahm er am Zweiten Kreuzzug teil. Nach seiner Rückkehr verzichtete er auf Betreiben des neuen Königs Friedrich I. auf Bayern. Der Sohn Heinrichs des Stolzen, Heinrich der Löwe, erlangte Bayern als Erbberechtigter zunächst zurück. Als Ersatz für den Verlust des Herzogtums Bayern wurde die Markgrafschaft Österreich, deren Hauptstadt 1146 nach Wien verlegt worden war, zu einem Herzogtum und Heinrich Jasomirgott in den Herzogstand erhoben (Privilegium minus 1156). Um 1155 errichtete er den Babenberger Hof in Wien als neue Residenz, nachdem er seine Residenz von Klosterneuburg dorthin verlegt hatte. Dieser Hof blieb Wohnsitz der Babenberger bis etwa 1275, als an der Stelle des heutigen Schweizertrakts der Hofburg eine neue Burg erbaut wurde.
Der zweite Herzog war Heinrichs Sohn Leopold V., der ihm 1177 nachfolgte und an den Kreuzzügen von 1182 und 1190 teilnahm. In Palästina geriet er mit König Richard Löwenherz in Streit; er nahm Richard auf dessen Heimreise gefangen und übergab ihn Kaiser Heinrich VI. Er bekam 50.000 Silbermark, die Hälfte des von England bezahlten Lösegelds, und gründete damit Wiener Neustadt, ließ Wien ausbauen und sorgte generell für ein Wirtschaftswachstum. Leopold erweiterte die Territorien des Hauses Babenberg durch den Erwerb der Steiermark nach dem Testament seines Verwandten Ottokar IV. Er starb 1192, worauf Österreich an seinen Sohn Friedrich und die Steiermark an seinen anderen Sohn Leopold fielen. Nach Friedrichs Tod 1198 wurden Österreich und die Steiermark von Herzog Leopold VI. dem Glorreichen wieder vereinigt.
Der neue Herzog kämpfte in Spanien, Ägypten und Palästina gegen die Sarazenen, wird heute aber mehr als Gesetzgeber, Förderer der Literatur und Stadtgründer geschätzt. Unter ihm wurde Wien ein Zentrum der Kultur im Heiligen Römischen Reich und insbesondere der großen Schule der Minnesänger. In seinen späteren Jahren hatte er Streit mit seinem Sohn Friedrich. Er starb 1230 in San Germano, wohin er gegangen war, um zwischen Kaiser Friedrich II. und Papst Gregor IX. Frieden zu stiften.

### Ende

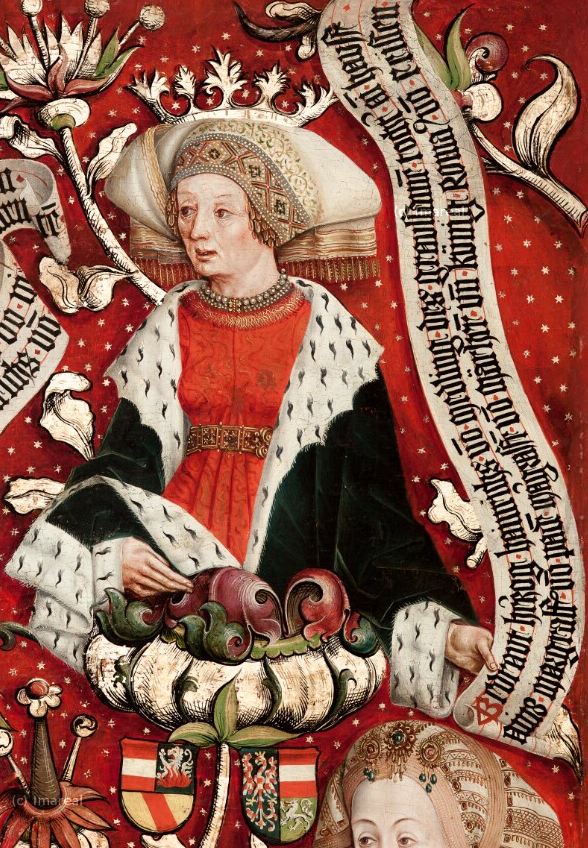
Gertrud, Erbtochter der Babenberger, Markgräfin von Mähren und Baden. (Ausschnitt aus dem Babenberger-Stammbaum, Stift Klosterneuburg)

Der Sohn von Leopold VI., Friedrich II., folgte ihm als Herzog nach und bekam den Beinamen der Streitbare aufgrund andauernder Kämpfe mit seinen Ministerialen unter Führung der Kuenringer, den Königen von Ungarn und Böhmen sowie mit dem Kaiser. Er raubte die Besitzungen seiner Mutter und seiner Schwester und war bei seinen Untertanen wegen seiner Unterdrückungspolitik verhasst. Er fiel 1236 unter die Reichsacht und wurde aus Österreich vertrieben. Nach der Exkommunikation des Kaisers verhandelte er erfolglos mit dem römisch-deutschen Kaiser Friedrich II. um die Erhebung Österreichs zu einem Königreich. Er starb am 15. Juni 1246 im Kampf gegen die Ungarn an der Leitha. Mit seinem Tod erloschen die Babenberger im Mannesstamm. Da das Privilegium minus auch eine weibliche Erbfolge zuließ, war die Nachfolge in Österreich und Steiermark unter den noch lebenden weiblichen Verwandten Friedrichs umstritten. Seine Nichte Gertrud, Tochter seines bereits 1228 verstorbenen älteren Bruders Heinrich, heiratete 1246 Markgraf Vladislav von Mähren, einen Sohn des böhmischen Königs Wenzel I. Diese Ehe war schon 1238 vereinbart, jedoch von Friedrich immer wieder hinausgezögert worden. Vladislav starb wenige Monate später am 3. Januar 1247. Daraufhin heiratete Gertrud 1248 den badischen Markgrafen Hermann VI., der auch bereits 1250 verstarb. Der dieser Ehe entstammende Sohn Friedrich führte bis zu seinem Tod 1268 den Titel Herzog von Österreich und Steier, konnte aber nie die tatsächliche Herrschaft erringen. Der österreichische Adel wandte sich 1251 an den böhmischen König. Dessen Sohn Ottokar marschierte daraufhin Ende 1251 in Österreich ein und heiratete 1252 Margarete, die Schwester Friedrichs II., und wurde so Herzog von Österreich. Gertrud verbündete sich daraufhin mit dem ungarischen König Béla IV. und heiratete 1252 Roman von Halicz, einen Verwandten Bélas. Nachdem sich Roman in Österreich militärisch nicht hatte durchsetzen können, ließ er sich 1253 scheiden und kehrte nach Ungarn zurück. Ottokar, der 1253 seinem Vater Wenzel I. als König von Böhmen gefolgt war, einigte sich 1254 mit Béla IV. und überließ diesem die Steiermark. Ottokar besiegte Béla 1260 auf dem Marchfeld in der Schlacht bei Kressenbrunn, der daraufhin im Frieden von Wien am 31. März 1261 die Steiermark an Böhmen abtrat. Ottokar, der sich 1261 von Margarete trennte, beherrschte somit Österreich und Steiermark. Nach dem Tode Ottokars in der Schlacht auf dem Marchfeld 1278 fiel das Erbe der Babenberger an das Haus Habsburg.
Zahlreiche Regenten aus dem Geschlecht der Babenberger sind im Kapitelsaal von Stift Heiligenkreuz bestattet.

## Wappen
Das Stammwappen der österreichischen Babenberger zeigte auf goldenem Grund zwei schwarze Löwen untereinander und steht möglicherweise mit dem Wappen der verwandten schwäbischen Staufer in Zusammenhang. Die babenbergische Sekundogeniturlinie Mödling führte drei schwarze Löwen untereinander auf goldenem Grund. Die rot-weiß-rote Lehensfahne der Eppensteiner kam über die steirischen Traungauer und die steirischen Otakare 1192 auf die österreichischen Babenberger. Schließlich wurde daraus der rot-weiß-rote Bindenschild Österreichs, dem schließlichen Machtzentrum der Babenberger, und ließ die ursprünglichen Babenberger Wappenlöwen in den Hintergrund und schließlich in Vergessenheit geraten. Konserviert haben sie sich allerdings im Wappen Kärntens, denn als die Babenberger 1246 im Mannesstamm erloschen waren, legte Herzog Ulrich III. von Kärnten sein Pantherwappen ab und kreierte ein Anspruchswappen, um seinen Erbanspruch auf das babenbergische Erbe zu unterstreichen. Begründet war der Anspruch darin, dass Ulrichs Großmutter eine geborene Babenbergerin und Ulrich selbst durch seine beiden Ehen mit den Babenbergern nah verschwägert war. Das neue Wappen zeigte vorn die drei schwarzen Löwen (Babenberg-Mödling) auf goldenem Grund und hinten den österreichischen rot-weiß-roten Bindenschild. In der Form wurde es von den Meinhardinern als den nachfolgenden Herzögen von Kärnten als Geschlechtswappen übernommen, und auch von den Habsburgern als deren Rechtsnachfolger, im mehrfeldrigen Wappen für das Herzogtum Kärnten.

Heraldisch rechts die drei schwarzen Löwen von Babenberg-Mödling

## Namensgebungen
- Babenberger Burgruine Gars am Kamp
- Babenberg Trophy (Mountainbike-Marathon in Wien)
- Babenberger Halle (Klosterneuburg)
- Babenberger Hof in Mödling
- Babenbergergasse in Krems
- Babenbergerstraße in Gars am Kamp
- Babenbergerstraße in Wien im 1. Bezirk
- Babenberger Passage in Wien
- Babenbergerstraße in Graz im Bezirk Lend
- Babenbergerstraße in Baden bei Wien
- Babenbergerring in Wiener Neustadt
- Babenbergerstraße in Lilienfeld
- Babenbergerstraße in Melk
- Babenbergerstraße in Hainburg
- Babenbergerstraße in Brunn am Gebirge
- Babenbergerstraße und Babenbergerkapelle in Gaaden bei Mödling
- Babenberger-Kaserne in Wöllersdorf
- Babenberger-Viertel in Bamberg
- Babenbergerring in Bamberg
- Markgraf Babenberg – Weinlage in Frickenhausen am Main
- Donauraddampfer Babenberg (1904–1951)
- Babenbergerstrasse in Baden (NÖ)
- Babenbergerlauf des Wiener LCC (Halbmarathon)
- Studentenverbindungen (z. B. Klagenfurt, Klosterneuburg, Lilienfeld, Wiener Neustadt u. a.)